# Melolontha
Melolontha är ett släkte av skalbaggar som beskrevs av Müller 1764. Enligt Catalogue of Life ingår Melolontha i familjen Melolonthidae, men enligt Dyntaxa är tillhörigheten istället familjen bladhorningar. Den mest kända av arterna är ollonborren (melolontha melolontha). Även kastanjeborre är en vanligt förekommande art i Sverige. Övriga arter i nedanstående lista saknar utförligare artiklar då det är autogenererade.

## Bildgalleri

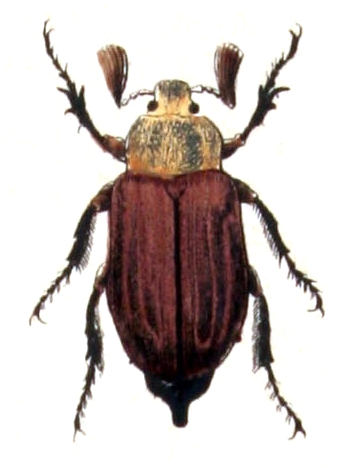

## Dottertaxa tillMelolontha, i alfabetisk ordning[1][2]
- Melolontha aceris
- Melolontha aeneicollis
- Melolontha afflicta
- Melolontha albida
- Melolontha albopruinosa
- Melolontha amplipennis
- Melolontha anita
- Melolontha atra
- Melolontha carinata
- Melolontha chinensis
- Melolontha ciliciensis
- Melolontha clypeata
- Melolontha cochinchinae
- Melolontha costata
- Melolontha costipennis
- Melolontha cuprescens
- Melolontha davidis
- Melolontha excisicauda
- Melolontha farinosa
- Melolontha flabellata
- Melolontha formosana
- Melolontha frater
- Melolontha furcicauda
- Melolontha gracilicornis
- Melolontha gussakovskii
- Melolontha guttigera
- Melolontha hippocastani
- Melolontha incana
- Melolontha indica
- Melolontha insignis
- Melolontha insulanus
- Melolontha japonica
- Melolontha javanica
- Melolontha kraatzi
- Melolontha laevipennis
- Melolontha macrophylla
- Melolontha maculata
- Melolontha malaccensis
- Melolontha mandarina
- Melolontha masafumii
- Melolontha medvedevi
- Melolontha melolontha
- Melolontha minima
- Melolontha nepalensis
- Melolontha opaca
- Melolontha papposa
- Melolontha pectoralis
- Melolontha permira
- Melolontha phupanensis
- Melolontha pinguis
- Melolontha porcina
- Melolontha pseudofurcicauda
- Melolontha pygidialis
- Melolontha reichenbachi
- Melolontha rubiginosa
- Melolontha rufocrassa
- Melolontha sardinensis
- Melolontha satsumaensis
- Melolontha sculpticollis
- Melolontha setifera
- Melolontha shanghaiana
- Melolontha siamensis
- Melolontha sulcipennis
- Melolontha taihokuensis
- Melolontha tamina
- Melolontha tarimensis
- Melolontha taygetana
- Melolontha tenuicauda
- Melolontha tibialis
- Melolontha tonkinensis
- Melolontha tricostata
- Melolontha umbraculata
- Melolontha weyersi
- Melolontha virescens
- Melolontha wushana
- Melolontha zervaschanica